# Blythe Dannerová
Blythe Katherine Dannerová (nepřechýleně Danner; * 3. února 1943, Filadelfie, Pensylvánie) je americká herečka. Je matkou oscarové herečky Gwyneth Paltrow.

## Životopis a kariéra
Odmalička ji přitahovalo herectví, které později studovala na Bard College. Účinkovala v Theater Company v Bostonu, později v Trinity Square Playhouse. Patřila k nejkrásnějším herečkám 60. a 70. let. V roce 1972 měla epizodní roli v seriálu Columbo  a v roce 1979 si zahrála v komedii Velký Santini.
Další epizodní roli zdravotní sestry měla v americkém seriálu M*A*S*H (96.díl).
Spolupracovala například s režisérem Woody Allenem, například na filmech Jiná žena (1989), Alice či Manželé a manželky (1992).
V roce 1992 si zahrála v minisérii Trýznivé pochybnosti se svou dcerou Gwyneth Paltrow a o jedenáct let později si spolupráci zopakovali ve filmu Sylvie.
V roce 2000 si zahrála manželku Roberta De Nira v komedii Fotr je lotr. Svou roli si zopakovala i v pokračováních Jeho fotr, to je lotr! a Fotři jsou lotři. Hrála postavu Isabelle Huffstodtovou v seriálu Huff, za kterou získala v roce 2005 a 2006 ocenění Emmy za nejlepší ženský herecký výkon ve vedlejší roli (drama).
Od roku 1969 byla vdaná za režiséra Bruce Paltrowa, avšak jejich manželství ukončila jeho smrt v roce 2002. Spolu mají dvě děti: herečku Gwyneth Paltrow (* 1972) a režiséra Jake Paltrowa (* 1975). Její neteří je Katherine Moennigová, která se také věnuje herectví.